# Reykjavík
Reykjavík (ejtsd: rejkjavík, IPA: [ˈreiːcaˌviːk]) Izland fővárosa, az ország legnagyobb városa és a világ legészakibb fővárosa. Elővárosaival együtt az ország népességének mintegy 60%-át tömöríti.
A város nevének jelentése „füstölgő öböl”, melyet a terület hévízforrásainak feltörő gőze nyomán kapta. A város házainak zömét ma is a közeli vulkáni hévforrások csöveken odavezetett forró vizével fűtik. (2008-ban az összes izlandi épület kb. 90%-át természetes hévízzel fűtik).

## Földrajz
Reykjavík Délnyugat-Izlandon található, a Faxaflói öböl partján. A város nagy része a Seltjarnarnes-félszigeten található, de a külvárosok délre és keletre messzire elnyúlnak innen. A város jellegzetesen skandináv: tiszta, hűvös és elegáns. A belvárosban találunk kanyargós, patinás utcákat, a külvárosok viszont kevésbé sűrűn vannak beépítve, sok a füves terület és park is van jó néhány. A város környékének legmagasabb pontja az Esja hegy (914 m), amely kb. 10 km-re északra található a fővárostól.

### Éghajlat
Reykjavík szubpoláris óceáni éghajlattal rendelkezik (Köppen égh. besorolás: Cfc ), amely szorosan határos a kontinentális szubarktiszi éghajlattal (Köppen : Dfc ). Az északi szélessége ellenére a hőmérséklet télen nagyon ritkán süllyed −15 °C alá. Az Észak-Atlanti-áramlás hatására (a Golf-áramlat meghosszabbítása) viszonylag enyhe telek és hűvös nyarak jellemzők. 
Izland nagyon közel fekszik az északi sarkkörhöz, így a tél közepén csak délelőtt 10 órától délután 2 óráig van fenn a nap, nyár közepén viszont (szinte) sosem sötétedik be. (A Nap lebukik a horizont alá, de a légkör fénytörésének köszönhetően világos marad.)
| Hónap                         | Jan.  | Feb.  | Már.  | Ápr.  | Máj. | Jún. | Júl. | Aug. | Szep. | Okt.  | Nov.  | Dec.  | Év    |
| ----------------------------- | ----- | ----- | ----- | ----- | ---- | ---- | ---- | ---- | ----- | ----- | ----- | ----- | ----- |
| Rekord max. hőmérséklet (°C)  | 10,1  | 9,9   | 11,7  | 14,7  | 20,6 | 22,4 | 25,7 | 24,8 | 18,5  | 15,7  | 12,6  | 12,0  | 25,7  |
| Átlagos max. hőmérséklet (°C) | 2,5   | 2,8   | 3,4   | 6,1   | 9,7  | 12,4 | 14,2 | 13,6 | 10,9  | 7,0   | 4,1   | 3,1   | 7,5   |
| Átlagos min. hőmérséklet (°C) | −2,4  | −2,4  | −1,9  | 0,5   | 3,8  | 7,0  | 8,8  | 8,4  | 5,7   | 2,2   | −0,5  | −1,8  | 2,3   |
| Rekord min. hőmérséklet (°C)  | −19,7 | −17,6 | −16,4 | −16,4 | −7,7 | −0,7 | 2,7  | −0,4 | −4,4  | −10,6 | −15,1 | −16,8 | −19,7 |
| Átl. csapadékmennyiség (mm)   | 81    | 86    | 81    | 56    | 53   | 44   | 53   | 69   | 72    | 74    | 80    | 94    | 842   |
| Havi napsütéses órák száma    | 20    | 60    | 109   | 164   | 200  | 173  | 168  | 155  | 119   | 93    | 41    | 21    | 1323  |
| Napi napsütéses órák száma    | 1     | 2     | 4     | 5     | 6    | 5    | 6    | 5    | 4     | 3     | 1     | 0     | 3     |
| Forrás: Iceland Met Office    |       |       |       |       |      |      |      |      |       |       |       |       |       |

## Történelem

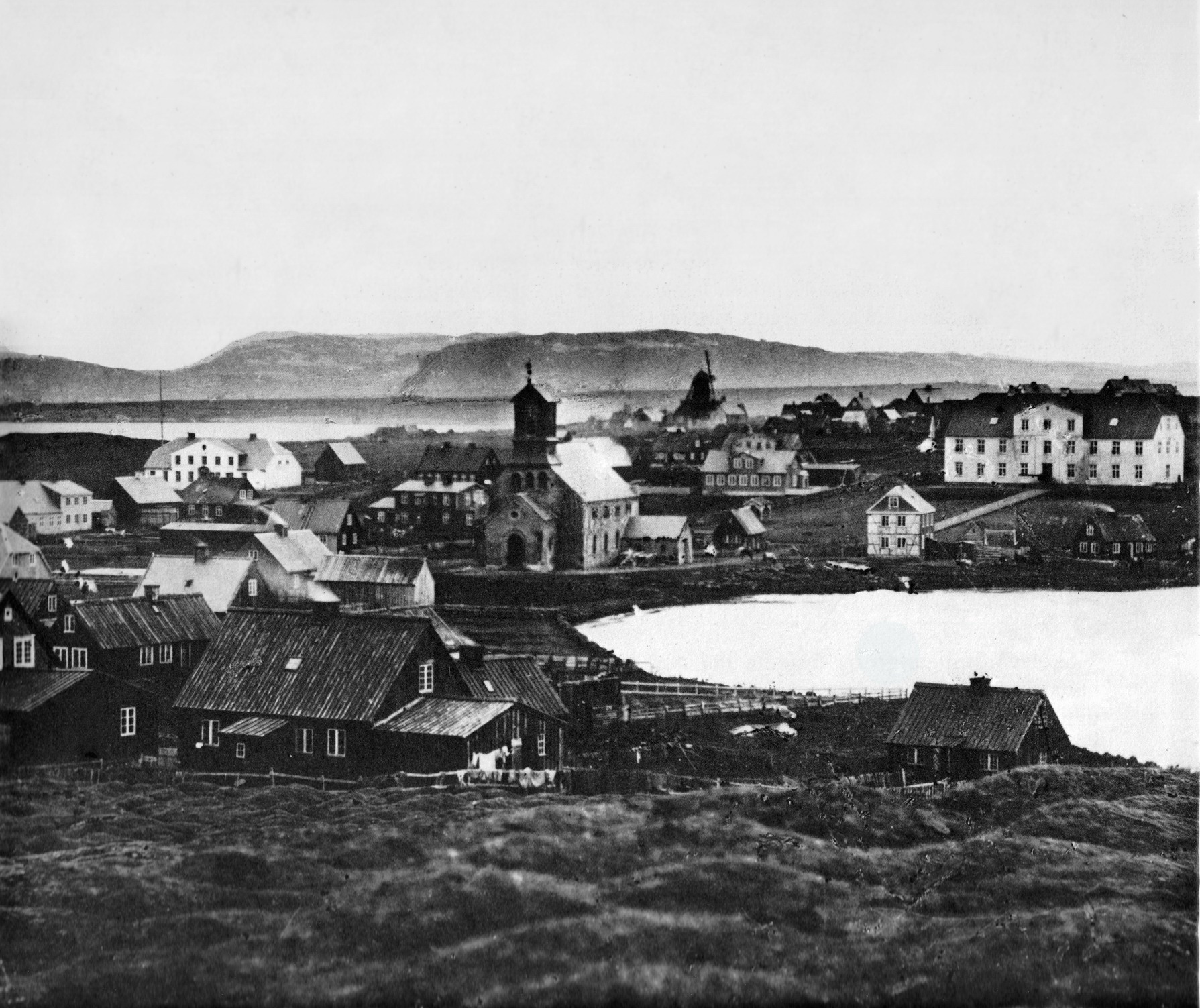
Reykjavík az 1860-as években

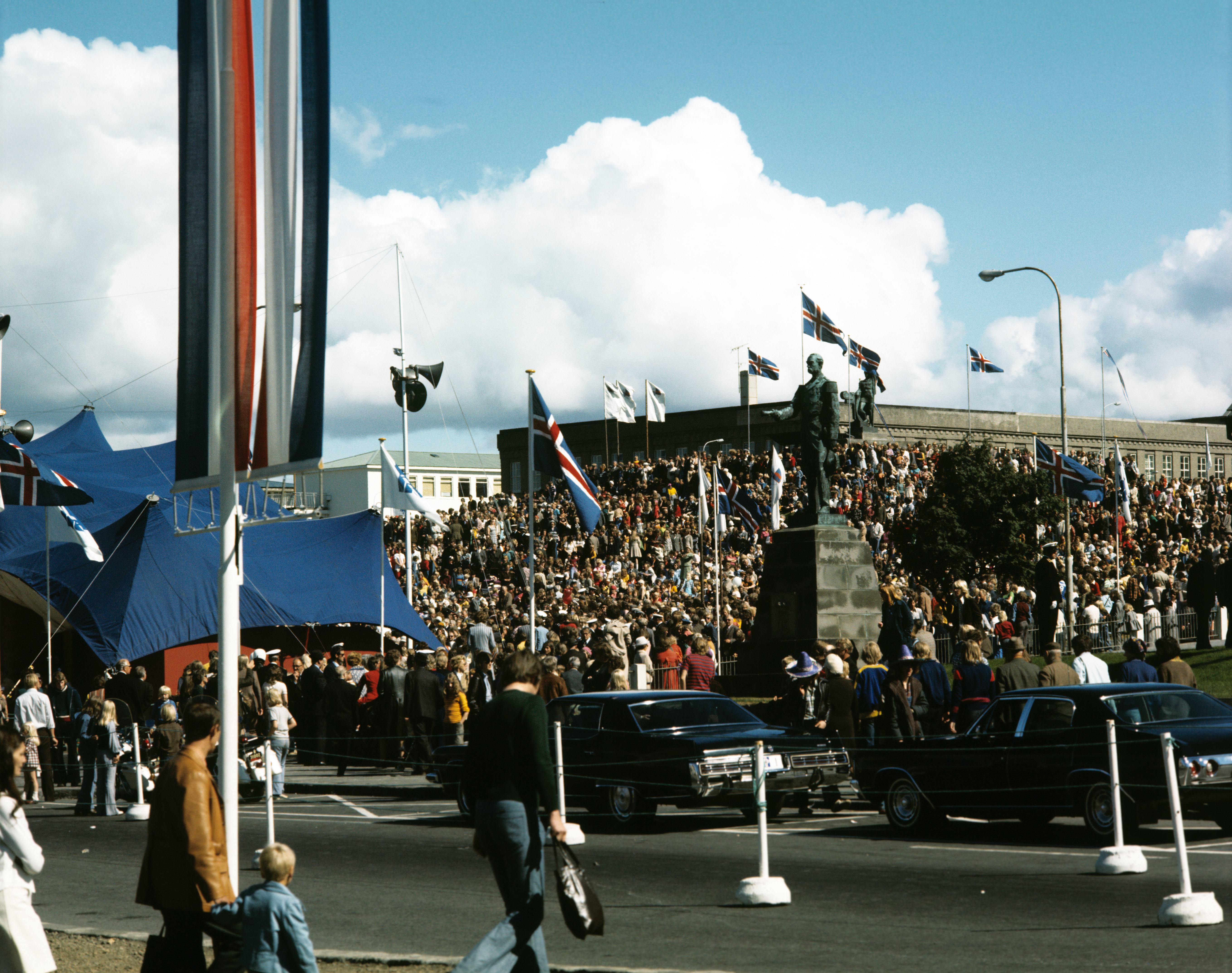
Az izlandi honfoglalás 1100. évfordulója 1974-ben

### A kezdetek
A Landnámabók (az izlandi honfoglalás könyve) szerint Izland első telepese, Ingólfur Arnarson a mai Reykjavíknak helyet adó félszigeten hozta létre gazdaságát. Középkori források nem tesznek komolyabb említést a faluról. 

### Várossá és fővárossá válás
A 18. század közepén Skúli Magnússon királyi kincstárnok tevékenységének köszönhetően a gazdaság körül kis városka kezdett kialakulni. A „Reykjavík atyjaként” ismert Magnússon az izlandi gazdaság korszerűsítésére törekedve gyapjúfeldolgozó műhelyeket alapított a településen, ezzel elindítva annak fejlődését. Reykjavík 1786-ban kapott városi rangot; ekkor még alig 200 lakosa volt.
Az izlandi parlament, az Alþingi 1798-as feloszlatásáig Þingvellirben működött. Amikor 1845-ben újra összehívták, székhelye már Reykjavík lett. Ennek köszönheti a város, hogy amikor Izland előbb önkormányzatot kapott, majd elnyerte függetlenségét Dániától, az ország fővárosa lett.
A 20. század 20-as, 30-as éveiben a növekvő izlandi halászhajóflották mind Reykjavíkból indultak, és a fő ipari tevékenység a halászat volt, de a világválság Reykjavíkot is utolérte, és komoly munkanélküliséggel sújtotta.

### A II. világháborútól napjainkig
A második világháború után felgyorsult a főváros fejlődése. Vidékről egyre nagyobb tömegek költöztek Reykjavíkba, mivel a mezőgazdasági technológia fejlődése egyre kevesebb munkaerőt igényelt. Főleg fiatalok áramlottak nagy számban a településre, így Reykjavík egyszerű faluból modern várossá vált.
1972-ben a város adott helyt a sakkvilágbajnoki döntőnek, melyet Bobby Fischer és Borisz Szpasszkij vívott egymással.
1986-ban itt találkozott egymással Ronald Reagan és Mihail Gorbacsov.

## Önkormányzat és közigazgatás
A várost a városi tanács irányítja, amit a 18 év feletti, regisztrált reykjavíki lakosok közvetlenül választanak. A tanácsnak 23 tagja van.
A polgármestert a városi tanács választja, többnyire saját tagjai közül, de elvileg lehetséges olyan polgármester is, aki nem tagja a tanácsnak.

### Polgármesterek
| Lista (nyitható) > > > |
| --- |
| - Dagur Bergþóruson Eggertsson 2014. jún. - - Jón Gnarr: 2010. június 15. - 2014. jún. - Hanna Birna Kristjánsdóttir: 2008. augusztus 21. - 2010. június 15. - Ólafur F. Magnússon: 2008. január 24. - 2008. augusztus 21. - Dagur B. Eggertsson: 2007. október 16. - 2008. január 24. - Vilhjálmur Þ. Vilhjálmsson: 2006. június 13. - 2007. október 16. - Steinunn Valdís Óskarsdóttir: 2004. november 30. – 2006. június 13. - Þórólfur Árnason: 2003. február 1. – 2004. november 30. - Ingibjörg Sólrún Gísladóttir: 1994. június 13. – 2003. február 1. - Árni Sigfússon: 1994. március 17. – 1994. június 13. - Markús Örn Antonsson: 1991. július 16. – 1994. március 17. - Davíð Oddsson: 1982. május 27. – 1991. július 16. - Egill Skúli Ingibergsson: 1978. augusztus 15. – 1982. május 27. - Birgir Ísleifur Gunnarsson: 1972. december 1. – 1978. augusztus 15. - Geir Hallgrímsson: 1960. október 6. – 1972. december 1. - Auður Auðuns és Geir Hallgrímsson: 1959. november 19. – 1960. október 6. - Gunnar Thoroddsen: 1947. február 4. – 1959. november 19. - Bjarni Benediktsson: 1940. október 8. – 1947. február 4. - Pétur Halldórsson: 1935–1940 - Jón Þorláksson: 1932–1935 - Knud Zimsem: 1914–1932 - Páll Einarsson: 1908–1914 |

## Népesség
Reykjavík lakossága 2003-ban 113 387 (57 737 nő és 55 650 férfi) fő volt. Nagy-Reykjavík lakossága ennél lényegesen több: 2003-ban 181 746 fő. Nagy-Reykjavík 6 települést foglal magába a fővároson kívül, melyek lakossága az alábbi:
- Álftanes: 1876
- Garðabær: 8863
- Hafnarfjörður: 21 190
- Kópavogur: 25 291
- Mosfellsbær: 6573
- Seltjarnarnes: 4566

### A lakosság alakulása
| 1801-2016 (nyitható) > > > |
| --- |
| - 1801 – 600 - 1860 – 1450 - 1901 – 6321 - 1910 – 11 449 - 1920 – 17 450 - 1930 – 28 052 - 1940 – 38 308 - 1950 – 55 980 - 1960 – 72 407 - 1970 – 81 693 - 1980 – 83 766 - 1985 – 89 868 - 1990 – 97 569 - 1995 – 104 258 - 2003 – 113 387 - 2016 - 123 246 |

## Infrastruktúra

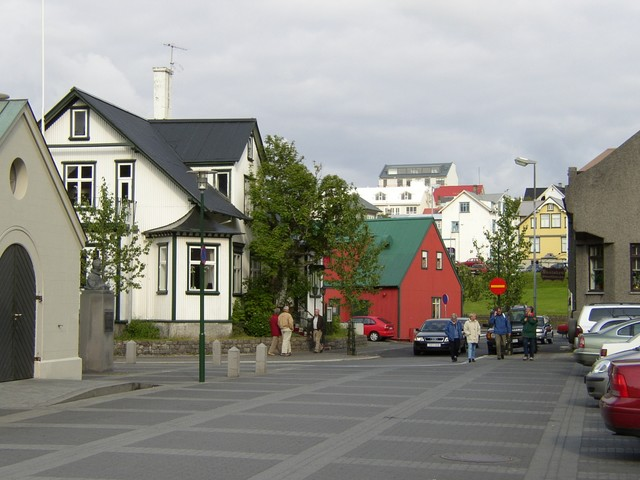
Utcakép a belvárosból

### Közlekedés

#### Közösségi közlekedés

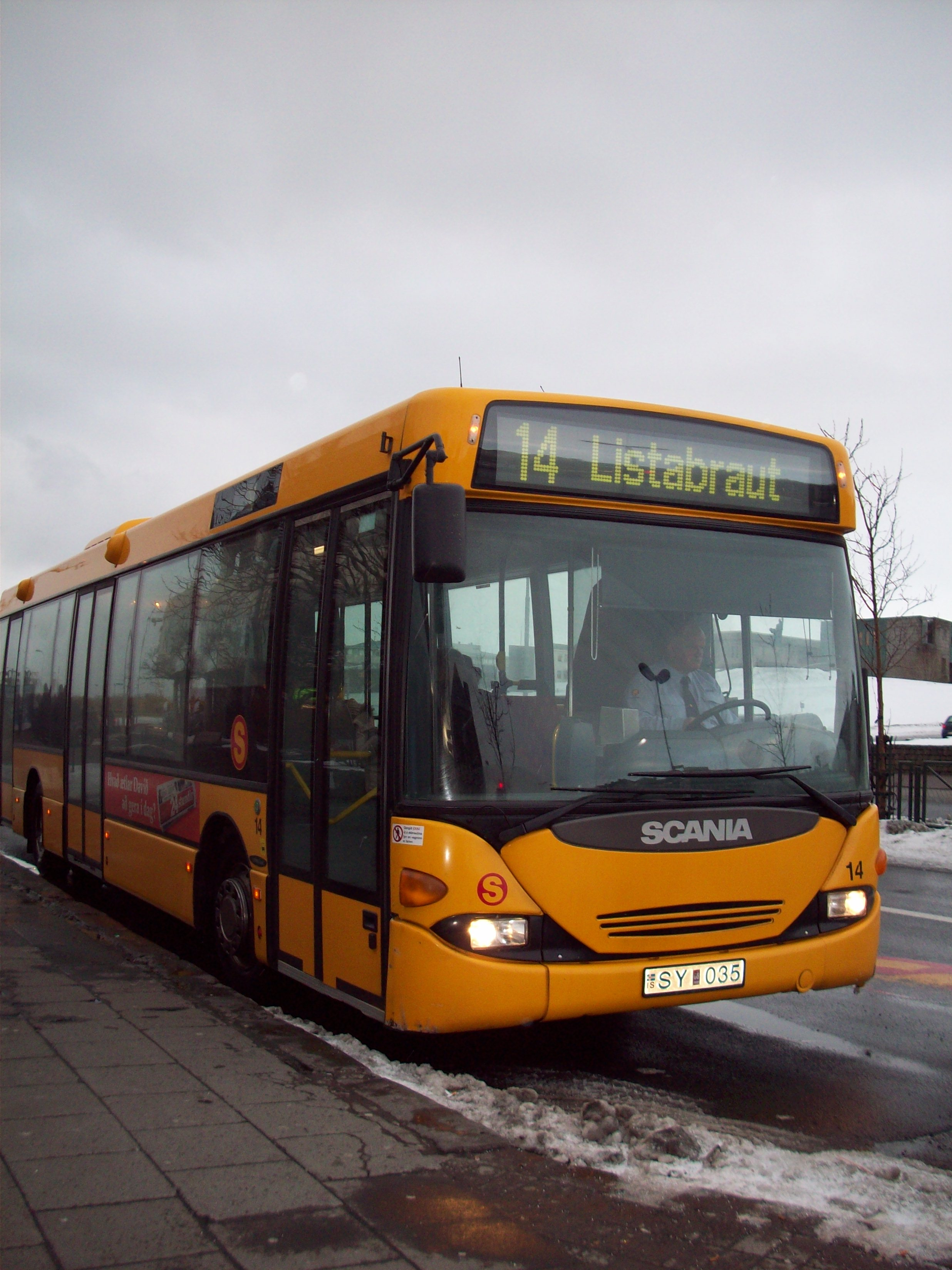
Helyijáratú autóbusz (2008)

Tömegközlekedés van a városban, de csak buszok formájában, és nem túl népszerű, hiszen a többségnek van autója, és azzal nagyon jól lehet a városban közlekedni.

#### Közúti közlekedés
Izland az elsők között van a világon az autótulajdonosok arányát tekintve; Reykjavíkban 680 személygépkocsi jut 1000 lakosra. Ennek ellenére nem jellemző a városban a forgalmi dugó.
A főbb utak mind többsávosak, ezek kötik össze a különböző városrészeket. A város legtöbb részén parkolóhelyet is könnyű találni.
Az izlandi 1-es főút (ami napjainkra az egész szigetet körbeéri) érinti a várost, így a főváros összeköttetése nagyon jó az ország többi részével.

#### Kerékpáros közlekedés
A néha mostoha időjárási körülmények ellenére a kerékpáros közlekedés népszerűsége folyamatosan emelkedik. Ennek főbb okai – más európai városokhoz hasonlóan – a környezetvédelem, a forgalmi dugók, az üzemanyagárak és az egészségmegőrzés. Nagy-Reykjavíkban 100 km vegyes használatú út mellett eddig 7 km elválasztott kerékpárút létesült, de a kormány egyre több forrást biztosít a kerékpáros infrastruktúra fejlesztésére, és a jövőben minden utat a kerékpározás szempontjait figyelembe véve építenek majd.

#### Repülőtér
Az ország második legnagyobb reptere a városon belül helyezkedik el, a belvárostól délre. Leginkább belföldi járatok használják ezt a repülőteret, de indul innen repülőgép Grönlandra és Feröerre is. A Keflavík nemzetközi repülőtér a legnagyobb Izlandon, ami kb. 50 km-re délnyugatra található a várostól, de gyakorlatilag ez is Reykjavík repülőterének számít.

#### Kikötők
Reykjavíknak két kikötője van. A régi kikötő a belvároshoz közel található, melyet főleg a halászok és a sétahajók használnak. A város keleti részén van a Sundahöfn, ami az ország legnagyobb teherkikötője.

### Fűtés
A város legtöbb házában a fűtést a bőséges geotermikus energia felhasználásával oldják meg. Itt működik a világ legnagyobb távfűtési rendszere.

## Látványosságok

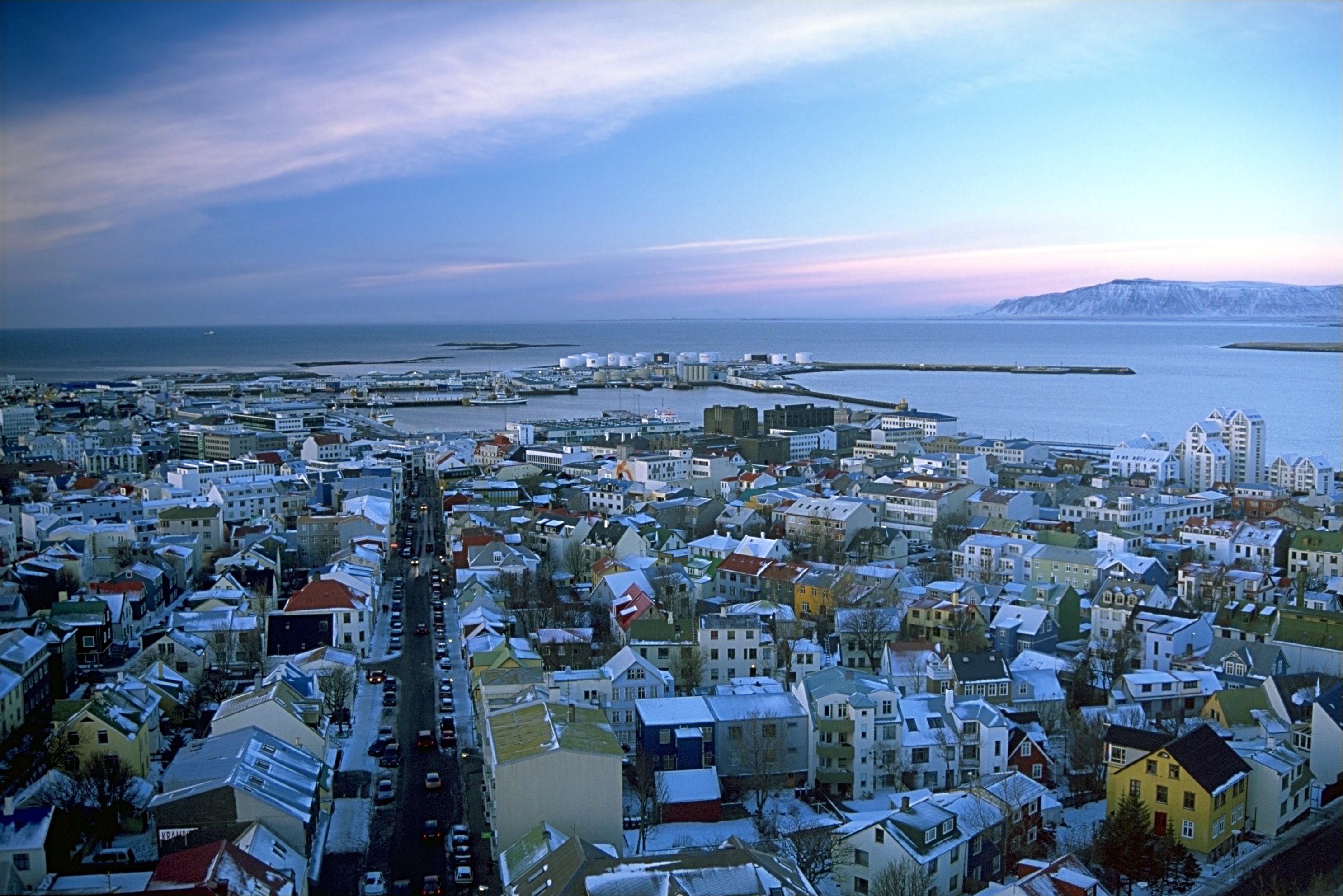
A város látképe a Hallgrímskirkjából

- Alþingishús – a Parlament (Alþing) épülete
- Hallgrímskirkja – a város közepén egy dombtetőre épült jellegzetes templom
- Perlan – híres étterem
- Laugarvegurinn – Reykjavík híres utcája
- Þjóðminjasafnið – Izlandi Nemzeti Múzeum
- Ráðhús Reykjavíkur – Városháza
- Nauthólsvík – termálfürdő

## Kultúra

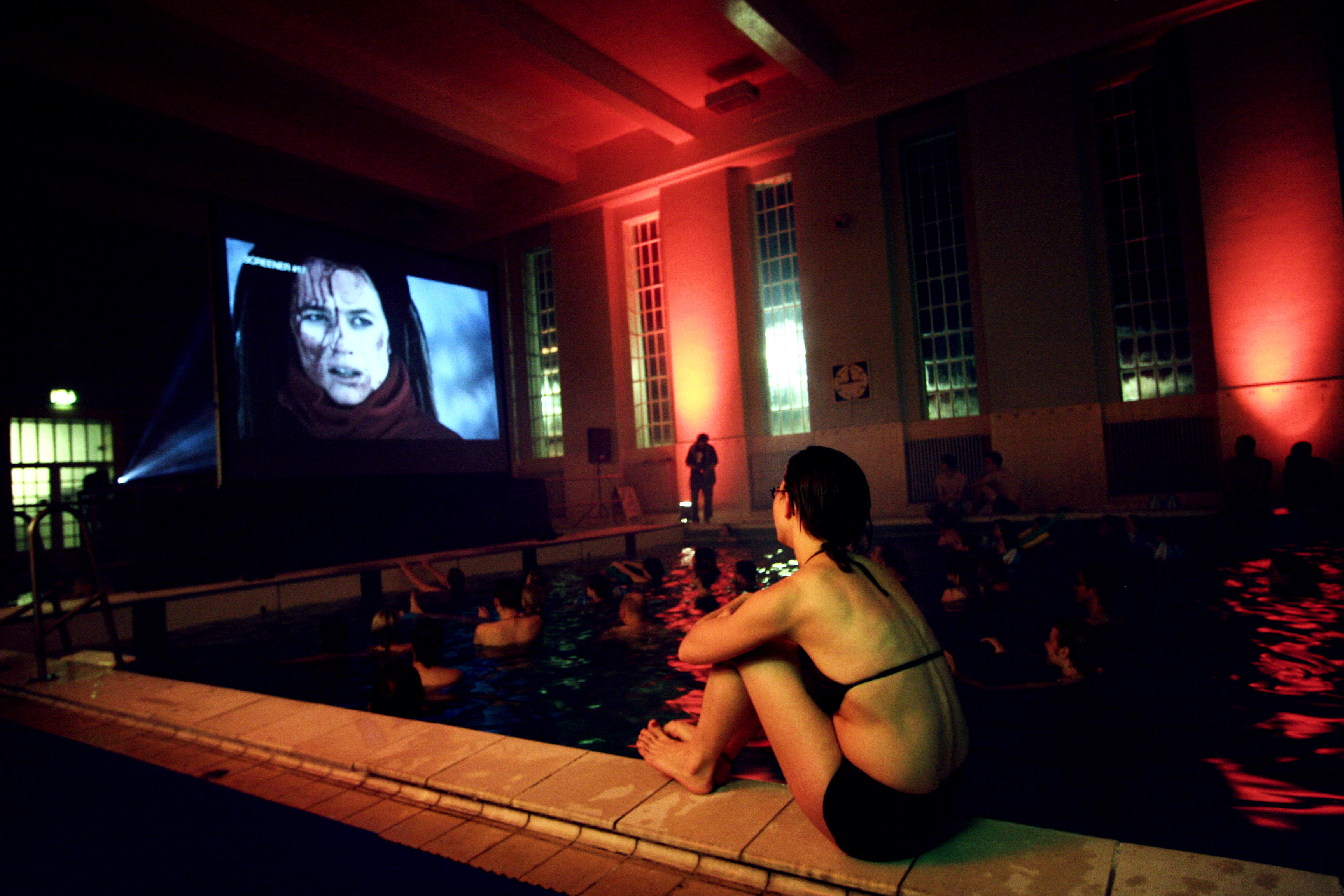
A Reykjavíki Nemzetközi Filmfesztivál egyik vetítése egy uszodában

### Oktatási rendszer

#### Felsőoktatás
Főiskolák:
- Menntaskólinn í Reykjavík (MR)
- Menntaskólinn við Hamrahlíð (MH)
- Verzlunarskóli Íslands (VÍ)
- Menntaskólinn við Sund (MS)
- Borgarholtsskóli
- Fjölbrautarskólinn við Ármúla (FÁ)
- Iðnskólinn í Reykjavík (IR)
- Hraðbraut
- Kvennaskólinn í Reykjavík

Egyetemek:
- Háskóli Íslands
- Háskólinn í Reykjavík

## Sport
Reykjavíkban számos sportegyesület tevékenykedik. A legnevesebbek közülük a Knattspyrnufélagið Fram (labdarúgás és kézilabda), Ungmennafélagið Fjölnir (labdarúgás és sok más sportág), Fylkir (labdarúgás), Knattspyrnufélag Reykjavíkur (labdarúgás), Ísknattleiksfélagið Björninn (jégkorong), Skautafélag Reykjavíkur (jégkorong), Víkingur Reykjavík (labdarúgás), Valur (labdarúgás, kézilabda, kosárlabda), Þróttur Reykjavík (labdarúgás, kézilabda, kosárlabda, tenisz), Tennis- og Badmintonfélag Reykjavíkur (tenisz, tollaslabda).
A városban három stadion is van, a legnagyobb a Laugardalsvöllur, a másik kettő a Valbjarnarvöllur és a Laugardalshöllin.
Izlandon a sakk rendkívül népszerű, nemzeti sport. 1972-ben itt került sor a sakkvilágbajnoki páros mérkőzésre a szovjet Borisz Vasziljevics Szpasszkij és az amerikai Bobby Fischer között, ami az utóbbi győzelmével végződött. 2005-ben Bobby Fischer Izlandon telepedett le és itt töltötte el utolsó éveit.  
A rendszeresen Izlandon rendezett nemzetközi sportesemények közül jelentős az Iceland International tollaslabda-verseny.

## Személyek
- Itt született Hannes Kristján Steingrímur Finsen (1828–1892) jogász, Feröer kormányzója
- Itt tanult Matthías Jochumsson (1835–1920) költő
- Itt tanult Fríðrikur Petersen (1853–1917) költő, politikus
- Itt tanult Niels Ryberg Finsen (1860–1904) Nobel-díjas orvos
- Itt született Halldór Laxness (1902–1998) Nobel-díjas író
- Itt született Jóhanna Sigurðardóttir (1942), Izland miniszterelnöke
- Itt élt és hunyt el Bobby Fischer (1943–2008) sakknagymester, sakkvilágbajnok
- Itt született Geir Haarde (1951), Izland miniszterelnöke
- Itt született Arnaldur Indriðason (1961) krimiíró
- Itt született Björk (1965) énekesnő
- Itt született Birgitta Jónsdóttir (1967) művész, aktivista
- Itt született Eiður Guðjohnsen (1978) labdarúgó

|  |  |  |  |  |